# Hail the Woman
Hail the Woman é um filme norte-americano de 1921 dirigido por John Griffith Wray.